# Nehézipar
A nehézipar az ipar egy területe. Alapvetően nem mindennapi fogyasztásra szánt, hanem tartós termékeket, illetve más termékek létrehozásához szükséges eszközöket állít elő. Kis élőmunkaigény és jelentős energia, nyersanyag és tőkeigény jellemzi. A 'nehéz' szó utalhat a végtermékek nagy tömegére (pl. gépipar) vagy a termelési folyamat nagy volumenére (pl. vegyipar) is.

## Ágazatok
A nehéziparban több üzletág található:
- Bányászat
- Kohászat
- Villamosenergia-ipar
- Gépipar
- Vegyipar
- Építőipar
- Hadiipar